# Огмий
Согласно Лукиану (Рим, II век н. э.), Геракл был известен кельтам как Огмиос и изображался нахмуренным старцем, одетым в звериную шкуру и вооружённым дубиной и луком. Он влёк за собой группу счастливых людей, уши которых соединялись с языком бога тонкими цепочками. Образованный галл, с которым беседовал Лукиан, сообщил ему, что кельты считают покровителем красноречия не Гермеса, а именно Геракла — ибо он очень силён.
Огмиос представляет вариант мифологического типа культурного героя, так же как и Геракл, чей культ широко распространился по всему античному Средиземноморью, и чьё имя и означает «прославленный Герой».
Франсуаза Леру трактует образ Огмиоса, как «бога-связывателя», подобного индийскому Варуне, а также психопомпа, ведущего души из этого мира в другой. Сохранилась плита, изображающая человека, бьющего палицей змею (сюжет, возможно навеянный подвигами Геракла). Над его головой можно разобрать следы надписи — «Смертриус». Это позволяет протянуть ниточку от Смертриусу к Огмиосу (через их обоюдное сходство с Гераклом). Подтверждением подобного сравнения служит и та сцена с котла из Гундеструпа, где Смертриус борется со зверем Тараниса (как Геракл с немейским львом или Цербером). На другой стороне плиты показан Цернунн.
Ирландским аналогом Огмия был Огма.